# Modulair systeem
Een modulair systeem is een constructiesysteem waarbij veel onderdelen uitwisselbaar zijn met diverse modellen. Ook wel bouwdoossysteem genoemd. Dit soort systemen wordt bijvoorbeeld toegepast bij auto's en motorfietsen. Ook voor bussen bestaat een modulair bouwsysteem.

## Motorfietsen
Wat motorfietsen betreft, werd het modulair systeem tot voor kort vooral door Europese fabrikanten toegepast. Het werkt kostenbesparend en vereenvoudigt het onderhoud. Tegenwoordig gebruiken ook de japanse fabrikanten veelal dezelfde motoren en frames voor verschillende typen motorfietsen. In het verleden werden motorfietsen grofweg identiek gebouwd, waarbij één rijwielgedeelte werd toegepast voor verschillende modellen. BMW gebruikte vóór de Tweede Wereldoorlog deze methode, die er echter in resulteerde dat lichte eencilinder spaarmodellen hetzelfde rijwielgedeelte als veel zwaardere tweecilindermodellen kregen, waardoor ze feitelijk duurder werden. Zo kreeg de 6 pk sterke BMW R 2 hetzelfde rijwielgedeelte als de sportieve 33 pk R17. 
Ook Triumph begon zijn tweede leven in 1991 met modulair gebouwde modellen met één type frame. Uiteindelijk is men van deze toepassing afgestapt, maar wordt er door vrijwel alle motorfietsmerken gebruikgemaakt van specifieke onderdelen (voorvorken, velgen, remmen e.d.) voor meerdere modellen. Door verschillende frames en motoren te gebruiken krijgt elk model zijn eigen specificaties en vooral zijn eigen stuurgeometrie.
De motoren van motorfietsen worden wel steeds meer in verschillende modellen toegepast. De behoefte aan verschillende motorkarakters, bijvoorbeeld voor sportmotoren en toermotoren wordt dan opgevangen door de machines niet langer van een andere boring en slag verhouding te voorzien, maar door middel van een aanpassing van de computermapping van de brandstofinjectie en eventueel de toepassing van andere nokkenassen.

## Bussen
Een modulair systeem voor het bouwen van bussen is door Duvedec voor het eerst gepresenteerd op de AutobussenRAI in 1984 en daarna in 1986. Doel was het ambachtelijke bouwen van bussen vervangen door een industriële bouwmethode om productietijd te verkorten en kosten te verlagen.
Het systeem werd gepresenteerd aan de hand van een touringcarmodel, MB90 (Module Bus voor de jaren negentig). Kenmerkend was de sandwichcarrosserie, met zijwanden samengesteld uit een serie afzonderlijke C-vormige panelen (modules) en doorlopende dak- en vloerpanelen. Ook het chassis was modulair samengesteld uit geperste identieke dwarspanelen, en in lengterichting doorlopende profielen en plaatvlakken.
In samenwerking met Fokker werd het modulaire bouwsysteem in de jaren negentig verder ontwikkeld tot een zelfdragende lichtgewicht carrosserie voor lagevloerbussen.
Bussen met een modulair carrosseriesysteem:
- Den Oudsten X97
- Den Oudsten X98
- Phileas